# Dovania neumanni
Dovania neumanni är en fjärilsart som beskrevs av Jordan 1925. Dovania neumanni ingår i släktet Dovania och familjen svärmare. Inga underarter finns listade i Catalogue of Life.